# Utersum
Utersum (dánul: Yttersum) település Németországban, Schleswig-Holstein tartományban. Lakosainak száma 387 fő (2023. december 31.). Utersum Oldsum és Dunsum községekkel határos.

## Fekvése
Föhr szigetén fekvő település.

## Népesség
A település népességének változása:
| Lakosok száma | 488  | 407  | 389  | 393  | 406  | 398  | 387  |
|               | 1975 | 2017 | 2018 | 2019 | 2021 | 2022 | 2023 |